# Mashu Baker
Mashu Baker, född den 25 september 1994 i Chiyoda, Tokyo, är en japansk judoutövare.
Han tog OS-guld i de olympiska judo-turneringarna vid olympiska sommarspelen 2016 i Rio de Janeiro i herrarnas mellanvikt..